# Escallonia illinita
Escallonia illinita är en tvåhjärtbladig växtart som beskrevs av Presl. Escallonia illinita ingår i släktet Escallonia och familjen Escalloniaceae. Utöver nominatformen finns också underarten E. i. pubicalycina.